# Teatermuseet
Teatermuseet (finska: Teatterimuseo) är ett nationellt teatermuseum i Helsingfors som grundades 1962. Det ligger i Kabelfabriken i Gräsviken. Finlands fotografiska museum och Finlands hotell- och restaurangmuseum huserar i samma byggnad, kopplad till intilliggande Dansens hus med en ljusgård mellan de två huskropparna.
Museets samlingar inrymmer bland annat fotografier, teateraffischer, programhäften samt en urklippskollektion, påbörjad 1923. Den sistnämnda täcker tiden fram till 1971. Nyare urklipp finns i Konstuniversitetets Teaterhögskolas bibliotek. Den permanenta utställningen belyser finländsk teaterhistoria på 1800-talet, scenografi och danskonst; ett särskilt blickfång utgör Mona Leos sagodockor. I museets lokaler i Kabelfabriken anordnas några temautställningar om året. 
Teatermuseet har tillsammans med Informationscentralen för teater i Finland utvecklat en databas. Museet upprätthåller flera databaser, där man kan söka information om olika aspekter av finländsk teater. 

## Bildgalleri

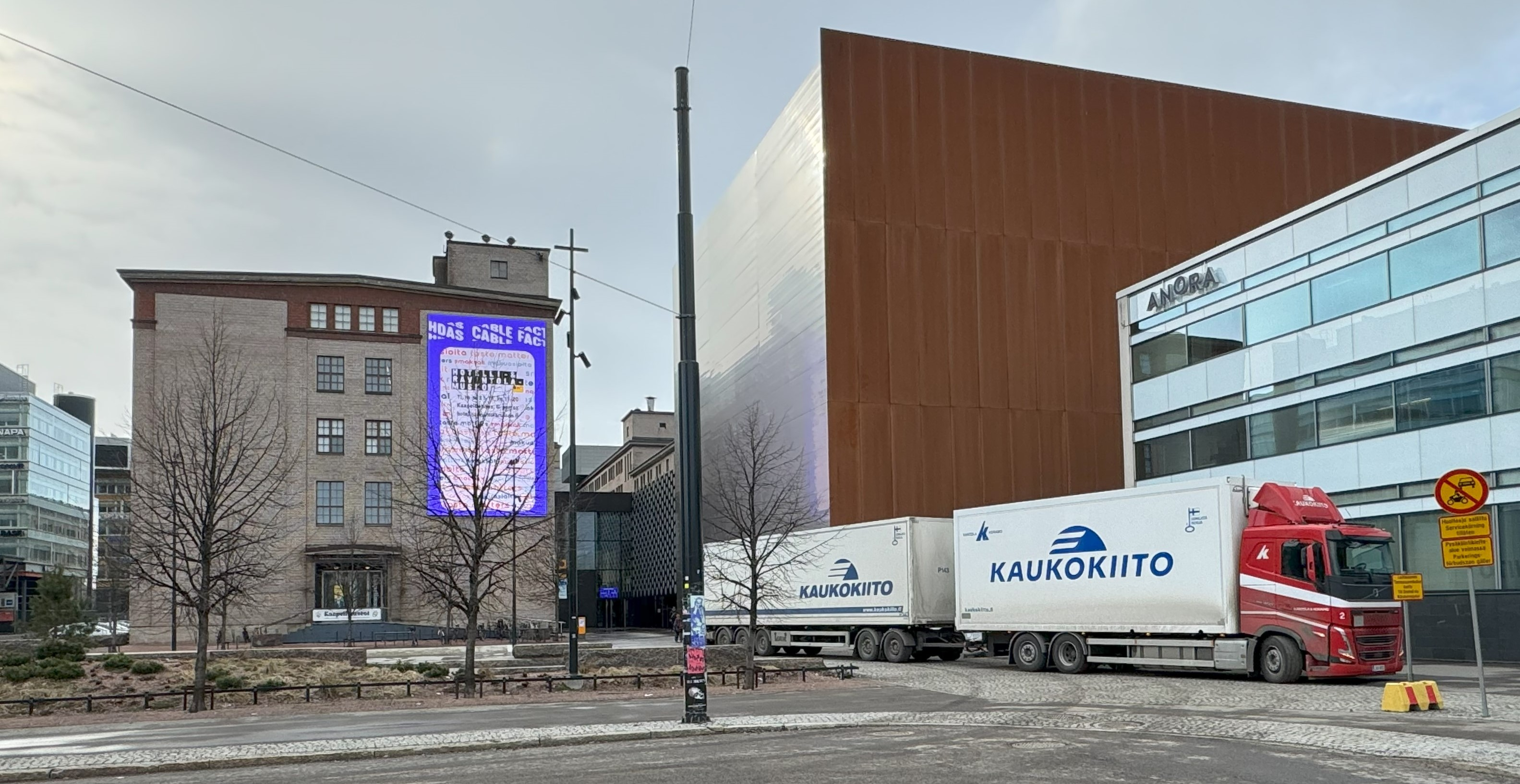
Teatermuseet ligger i Kabelfabriken, till vänster i bilden. Byggnaden i mitten är Dansens hus, invigt 2022.
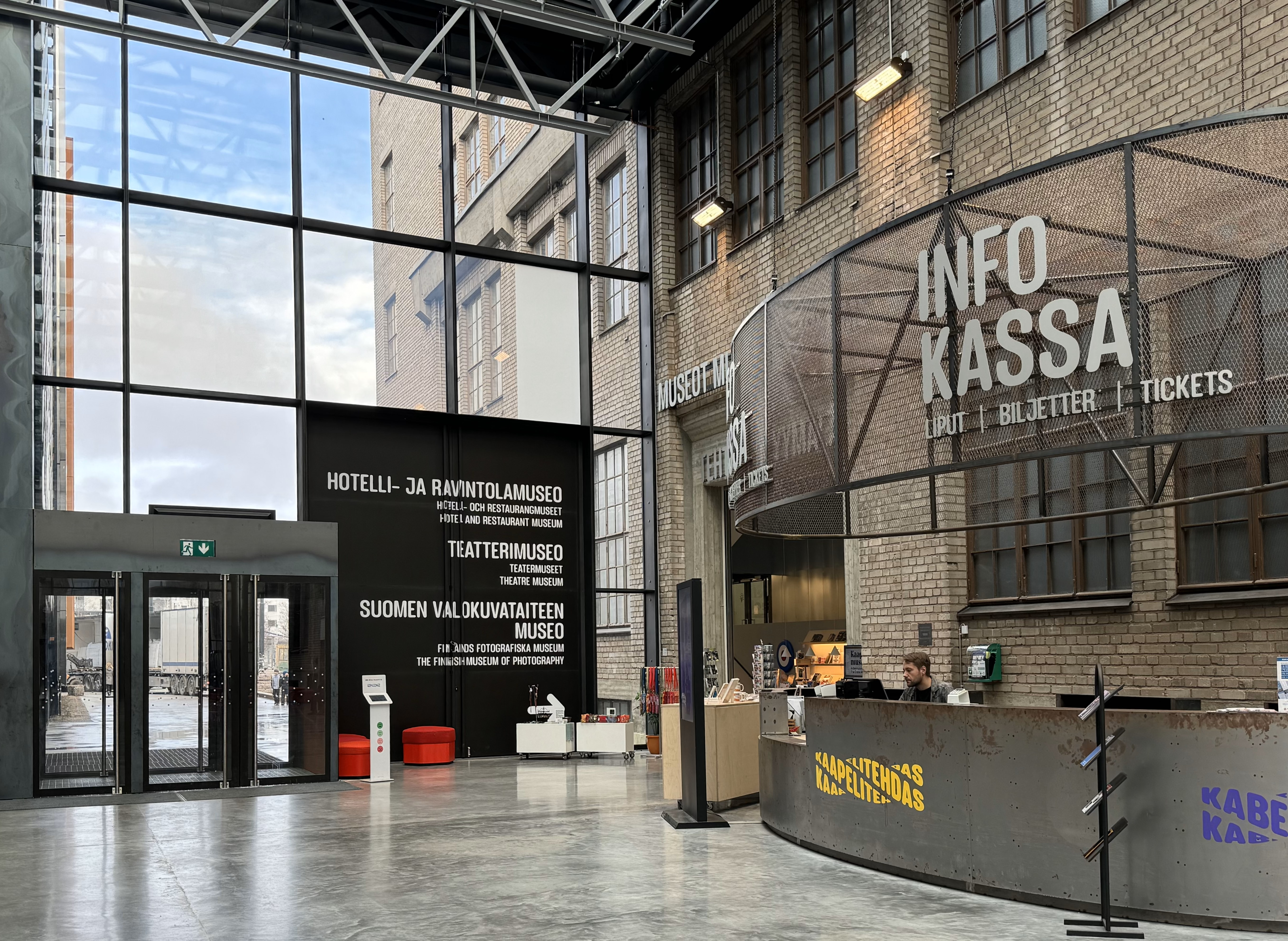
Kabelfabrikens ljusgård, som leder vidare till bland andra Teatermuseet.